# Macrothemis griseofrons
Macrothemis griseofrons is een libellensoort uit de familie van de korenbouten (Libellulidae), onderorde echte libellen (Anisoptera).
De wetenschappelijke naam Macrothemis griseofrons is voor het eerst geldig gepubliceerd in 1909 door Calvert.